# پسرها گریه نمی‌کنند (فیلم ۲۰۰۰)
پسرها گریه نمی‌کنند (لهستانی: Chłopaki nie płaczą) فیلمی لهستانی به کارگردانی اولاف لوباشنکو است که در سال ۲۰۰۰ منتشر شد. ئس از گذشت سال‌ها این اثر تبدیل به فیلم کالت شده‌است.

## گزیدهٔ بازیگران
- ماچئی اشتور
- وویچیخ کلاتا
- سزاری پازورا
- میروسواف زبرویویچ
- میخاو میلوویچ
- پاوئو نوویش
- آنا موخا
- آندژی ژیلینسکی
- میروسواف باکا
- آسیا وامتیوگینا
- پاوئو دلانگ
- مونیکا آمبروژاک
- لئون نیمچیک
- سواوومیر پاتسک
- بوهدان وازوکا
- رادوسواف پازورا
- ادوارد لینده-لوباشنکو
- ماگدالنا مازور
- مارچین کوودینسکی
- کشیشتف کُسِه‌دوفسکی
- ویولتا آرلاک
- یانوش وویچیک
- ووادیسواف ژمودا
- الکساندرا کیسیو
- آندژی ملچکو
- گژگوش اسْکْشِـچ
- گژگوش کووالچیک